# Smøla kommun
Smøla kommun (norska: Smøla kommune) är en kommun i Møre og Romsdal fylke i Norge. Kommunen omfattar ett område kring ön Smøla. Centralort är byn Hopen. Där finns bland annat kommunhus, bibliotek, polis och ett köpcentrum.

## Administrativ historik
På 1830-talet bildades en kommun med namnet Edøy kommun.
1874 delades denna kommun och Tustna kommun bildades. 1915 delades kommunen igen och Brattværs och Hopens kommuner bildades. Edøy, Brattvær och Hopen slogs ihop igen 1960, då under namnet Smøla.

## Geografi
Smøla är den kommun som ligger längst norrut i Møre og Romsdal fylke, cirka 30 kilometer norr om staden Kristiansund. Bortom Ramsøyfjorden i öster ligger ön och kommunen Hitra och bortom Edøyfjorden i söder ligger Aure kommun.
Kommunen består av ön Smøla och mer än 5 000 mindre öar, holmar och skär, vilket gör att kommunen har cirka hälften av fylkets alla öar. Flera öar som tidigare var obebodda används nu som semesteröar. Kända öar är speciellt Brattværet, Hallarøya och Ringsøya.
I södra delen av kommunen ligger Edøya som är en knutpunkt för Kystekspressen och har färjeförbindelse med fastlandet. Längst norrut i kommunen ligger den kända fiskeplatsen Veidholmen. Den högsta punkten på fastlandsdelen av kommunen är Nelvikberget med sina 63 meter över havet. Landskapet är relativt platt och kan betraktas som prärieaktigt.

## Kommunikation
Broar som utgör en del av fylkesväg 669 och förbinder de mindre öarna Kuli och Edøya till huvudön Smøla blev färdigbyggda 1989. Kommunens färjeläge blev då flyttat till Edøya, där det tillkom en bilfärja från Aukan på ön Stabblandet i nuvarande Aure kommun. Det finns också en daglig färjeförbindelse till Forsnes på ön Hitra i Hitra kommun.
Edøya anlöps dessutom av Kystekspressen i linjen som går mellan Kristiansund och Trondheim flera gånger om dagen.

## Tätorter
I Smøla kommun finns inga tätorter. Orterna Dyrnes och Veiholmen har tidigare räknats som tätorter men uppfyller inte längre kriterierna.

## Socknar
Inom Norska kyrkan är Smøla kommun indelad i tre socknar:
- Brattværs socken
- Edøy socken
- Hopens socken

Socknarna ingår i Ytre Nordmøre prosteri i Møre stift.

## Fornminnen
På ön Kuli i den södra delen av kommunen hittades runstenen Kulistenen, som nu förvaras i Vitenskapsmuseet i Trondheim.